# Pelada (futebol)

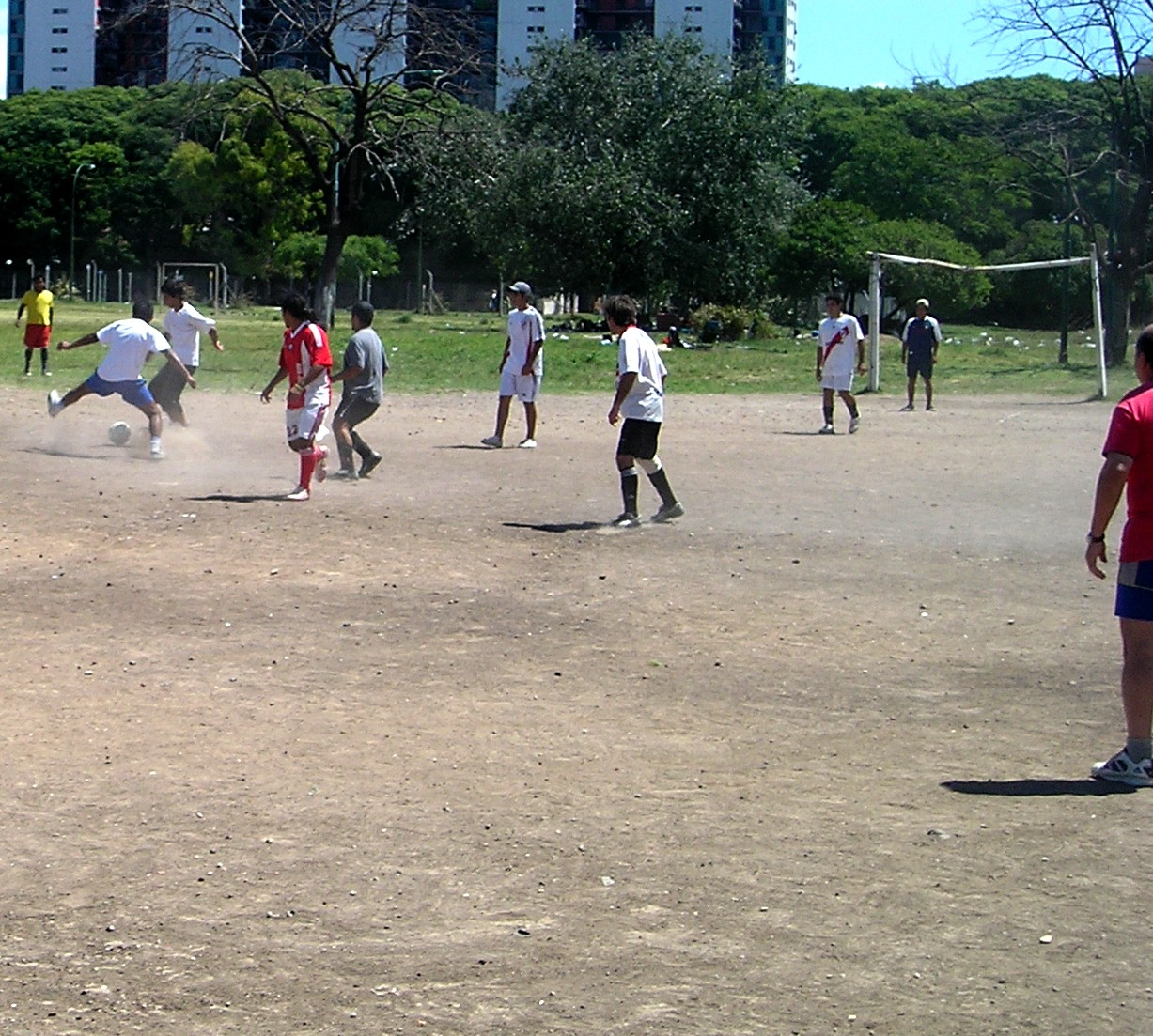
Pelada.

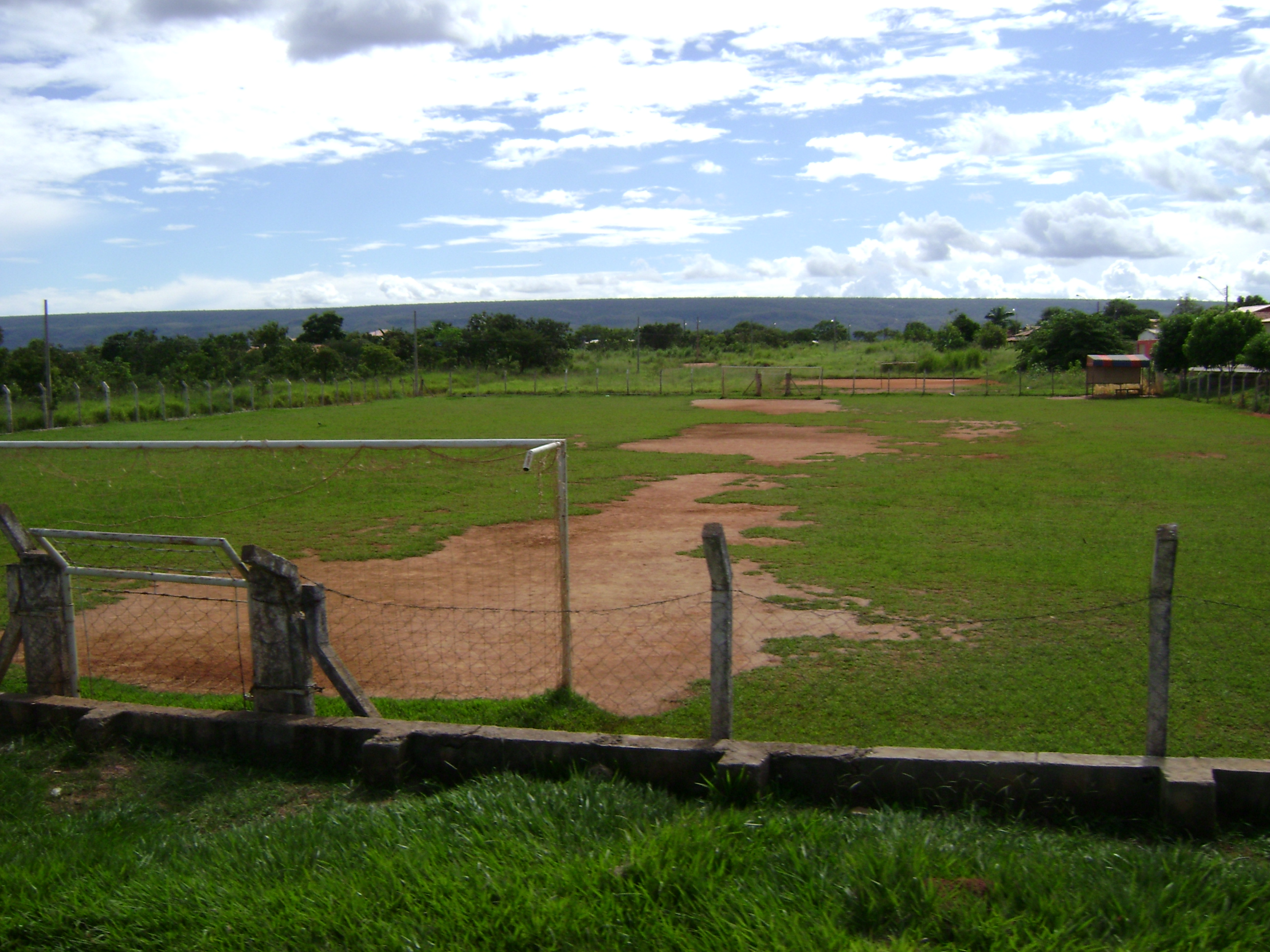
Um campo simples de pelada, em Caldas Novas, Goiás.

Pelada, também chamada peladinha, ou ainda conhecida no Brasil como racha, rachão, baba (termo geralmente utilizado na Bahia, Pernambuco e Sergipe) é o nome dado a uma partida recreativa de futebol (e outros esportes) com regras livres, normalmente sem a preocupação com tamanhos de quadra/campo, condição dos calçados e uniformes, marcações básicas (pequena e grande área, circulo central), impedimentos, faltas, tempo de jogo (muitas vezes as partidas são definidas em numero de gols), sendo tudo resolvido em consenso pelos jogadores.
Com  objetivo lúdico, a pelada é a instância mais amadora do futebol, sendo praticada em qualquer espaço livre que permita a movimentação de 11 jogadores cada time ou menos
Existe divergência quanto a origem do nome. Alguns dizem que o termo pelada é originário de "péla", assim chamada as bolas de couro ou borracha, palavra derivada do latim vulgar pilella (diminutivo de pila)  que significa bola ou novelo de lã. Outros dizem que o termo se deve à ausência de grama no terreno onde costumam ser realizadas as partidas, admitindo a comparação do termo "pelada" com "terreno desnudo" ou de "terra pelada".

No Brasil, uma pelada é uma gíria também utilizada pelos torcedores para designar uma partida profissional de baixa qualidade técnica/tática ou desinteressante. O termo futebol de várzea é por vezes usado como uma versão paulista do termo pelada, ainda que a pelada seja mais ampla, podendo abranger também partidas informais, no campo, no futebol soçaite, futebol de salão, futebol de areia e futebol de rua, enquanto o futebol de várzea é mais direcionado ao futebol de onze jogadores.
O Peladão, com alguma sofistificação e regras próprias, é um dos maiores torneios de futebol amador do mundo com mais de 500 equipes participantes. É realizado em Manaus, Brasil, desde 1973.